# Уайз, Деннис
Деннис Фрэнк Уайз (англ. Dennis Frank Wise; родился 16 декабря 1966 года в Кенсингтоне) — английский футболист и футбольный тренер. После завершения игровой карьеры, спортивный директор итальянского клуба «Комо»

## Карьера
Большую часть карьеры игрока провёл в лондонском «Челси», был капитаном команды, сыграл 21 матч и забил 1 гол за сборную Англии. Принял участие во всех 3 матчах сборной Англии на чемпионате Европы 2000 года. Работал исполнительным директором клуба «Ньюкасл Юнайтед».
Входил в так называемую «Банду психов» (англ. Crazy Gang) — состав клуба «Уимблдон», прозванный так после победы в Кубке Англии в 1988 году. 

## Достижения
Командные
«Уимблдон»
- Обладатель Кубка Англии (1): 1988

«Челси»
- Обладатель Кубка Англии (2): 1997, 2000
- Обладатель Кубка Футбольной лиги (1): 1998
- Обладатель Суперкубка Англии (1): 2000
- Обладатель Кубка обладателей кубков УЕФА (1): 1998
- Обладатель Суперкубка УЕФА (1): 1998

Личные
- Приз Алана Хардекера (1): 1998
- Игрок года по версии болельщиков «Челси» (2): 1998, 2000